# Gaetano Arcieri
Gaetano Arcieri (Castelluccio Superiore, 23 novembre 1794 – Latronico, 26 novembre 1867) è stato uno scrittore, poeta e docente di diritto   italiano.

## Biografia

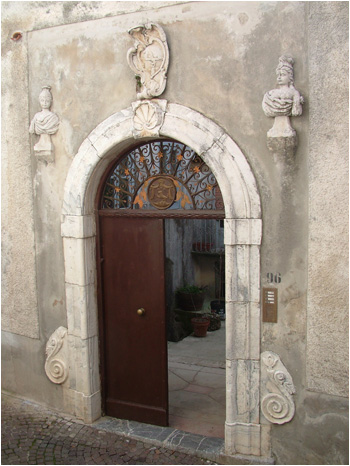
Latronico: Palazzo Arcieri

Nacque a Castelluccio Superiore da Nicola e Maria Angela Scutilli. Trasferitosi insieme alla famiglia nel 1818 a Latronico fu membro dell'Accademia Florimontana, dell'Accademia Cosentina e di Aci-Reale, delle Società Economiche della Basilicata e di Principato Ultra. Aderì al movimento Carbonaro prima e poi al movimento liberale. Resse il Comune di Latronico nel 1843.
Coinvolto nei moti rivoluzionari del 1848 fu incluso tra gli attendibili politici. Partecipò anche a quelli del 1860, accetto il programma del Comitato dell'Ordine e fece parte della Giunta Comunale provvisoria di Latronico.
Gaetano Arcieri fu allievo di Giuseppe Capocasale all'Università di Napoli dove seguì i corsi di diritto naturale e si laureò In utroque iure. Durante il periodo napoletano strinse un intenso rapporto di amicizia con lo storico e generale napoletano Pietro Colletta.
In seguito alla laurea tenne scuola di Diritto a Latronico e a Napoli. La scuola di Latronico sorse e si affermò nella prima metà del XIX secolo, all'interno di essa confluirono giovani da ogni parte della Regione, i quali dopo la preparazione si recavano a Napoli per sostenere gli esami all'Università. In tale scuola gli alunni subirono l'influenza romantica e vennero indirizzati ad esaminare i problemi del loro tempo sotto una luce diversa da quella che aveva caratterizzato la formazione delle precedenti generazioni nella Regione. Le lezioni tenute dall'Arcieri nella scuola di Giurisprudenza di Latronico vennero raccolte e pubblicate nei sei volumi di Istituzioni di Diritto Civile. Quest'opera pose l'autore tra i maggiori storici del diritto del suo tempo.
Furono suoi allievi Nicola Alianelli da Missanello, Antonio Rinaldi da Noja, i fratelli Michele e Pietro Lacava da Corleto Perticara, i fratelli Carmine e Tommaso Senise da Corleto Perticara, Vincenzo Mendaia da Roccanova, Raffaele Maturi da Latronico e il proprio figlio Antonio Maria Arcieri.
Morì a Latronico il 26 novembre 1867 all'età di 73 anni.

## Opere
- Poesie, Napoli, Stamperia della Fenice, 1839.
- Trattato sulla nunciazione della nuova opera, Napoli, Tipografia Trani, 1842.
- Novena del glorioso Sant'Egidio Abate, 1845.
- Versi sacri e melanconici,  Napoli, Stamperia dell'Iride, 1846.
- Imberta. Racconto storico del secolo XV, Napoli, Tipografia Trani, 1849.
- Brevi effetti poetici a SS il pontefice Pio IX, 1849.
- Un viaggio nel mio pensiere, 1853.
- Studj legali ovvero Istituzioni di diritto civile, Napoli, Stabilimento tip. Perrotti, 1853.[1].
- Storia del diritto per servire d'introduzione allo studio delle leggi civili e del diritto amministrativo..., Napoli, Stab. tip. Perrotti, 1853.
- Monografia storico-statistica di Latronico, a cura di M. E. Autilio, L. A. Conte, E. Giordano, prefazione di G. Cozzi, Sapri, Tipografia S. Francesco, 1995.

Molti altri lavori di minor mole furono pubblicati su vari periodici e giornali dell'epoca.